# Mika Myllylä
Mika Myllylä   (Oulu, 12 de setembre de 1969 - Kokkola, 5 de juliol de 2011) fou un esquiador de fons finlandès, que destacà a la dècada del 1990.

## Carrera esportiva
Va participar en els Jocs Olímpics d'Hivern de 1992 realitzats a la ciutat d'Albertville (França) on finalitzà catorzè en els 10 km, vintè en la persecució 10/15 km i trenta-quatrè en els 30 quilòmetres. Destacà en els Jocs Olímpics d'Hivern de 1994 realitzats a Lillehammer (Noruega), on va aconseguir guanyar tres medalles: una medalla de plata en els 50 km, i dues medalles de bronze en els 30 km i en els relleus 4x10 quilòmetres, finalitzant així mateix quart en la persecució 10/15 km i sisè en els 10 quilòmetres. En els Jocs Olímpics d'Hivern de 1998 realitzats a Nagano (Japó) novament aconseguí tres medalles olímpiques: una medalla d'or en els 30 km, i dues medalles de bronze en els 10 km i els relleus 4x10 quilòmetres.
Al llarg de la seva carrera aconseguí guanyar nou medalles en el Campionat del Món d'esquí nòrdic, destacant les medalles d'or aconseguides el 1997 (50 km.) i 1999 (10 km, 30 km i 50 km.).
Amb molt bon futur al davant, en el Campionat del Món de 2001 es veié involucrat en un cas de dopatge, juntament amb altres cinc esquiadors finlandesos, entre els quals hi havia Jari Isometsä i Harri Kirvesniemi. Myllylä fou sancionat durant dos anys oer la FIS. El 2011 va admetre haver utilitzat EPO als anys noranta.
Després de la sanció retornà a la competició, però no va poder recuperar el nivell internacional tot i guanyar alguns campionats finlandesos. Es retirà definitivament el 2005. En els posteriors va estar involucrat en problemes relacionats amb l'alcohol que van ser àmpliament tractats als diaris sensacionalistes finlandesos. El 5 de juliol de 2011 va ser trobat mort a casa seva a Kokkola. La investigació oficial de la policia va concloure que la seva mort va ser conseqüència d'un accident i va descartar la possibilitat del suïcidi.